# A Fight for Love

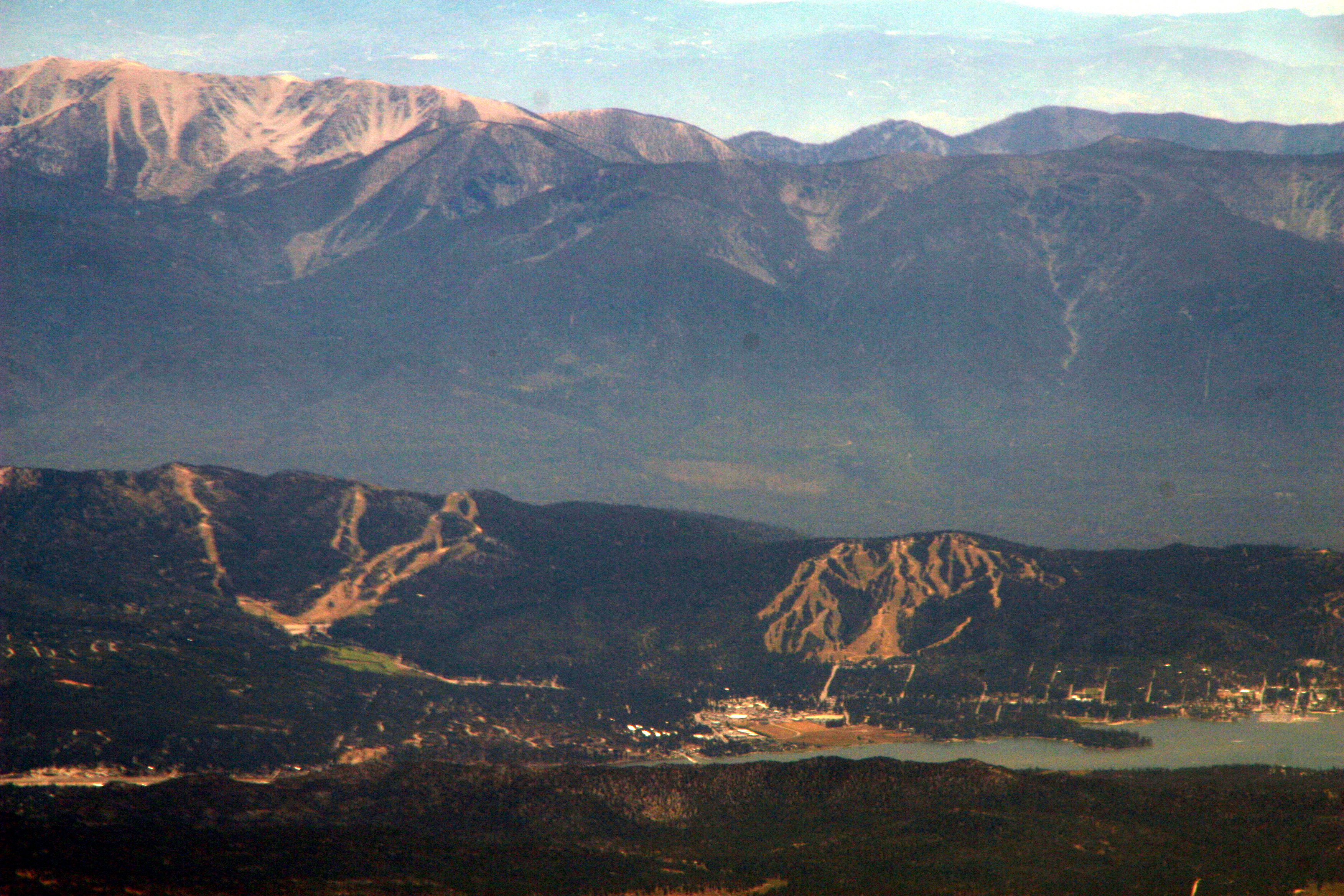
Por trás de morros, existem montanhas supere a sua.

A Fight for Love (Brasil: Uma Contenda de Amor / Portugal: O Barranco do Diabo) é um filme dos Estados de 1919, do gênero faroeste, dirigido por John Ford e estrelado por Harry Carey. O filme é presumidamente considerado perdido.

## Elenco
- Harry Carey ... Cheyenne Harry
- Joe Harris ... Black Michael
- Neva Gerber ... Kate McDougal
- Mark Fenton ... Angus McDougal
- J. Farrell MacDonald ... O padre (como J. Farrel McDonald)
- Neola May ... Garota indiana (como Princess Neola May)
- Chief John Big Tree
- Dark Cloud
- Edith Johnson
- Betty Schade